# Праздники ЮАР
Праздники Южно-Африканской Республики:
| Дата                    | Название                  |
| ----------------------- | ------------------------- |
| 1 января                | Новый Год                 |
| 21 марта                | День прав человека        |
| Пятница перед Пасхой    | Великая пятница           |
| Понедельник после Пасхи | День Семьи                |
| 27 апреля               | День Свободы ЮАР          |
| 1 мая                   | День труда                |
| 16 июня                 | День молодёжи             |
| 9 августа               | Национальный Женский День |
| 24 сентября             | День наследия             |
| 16 декабря              | День примирения           |
| 25 декабря              | Рождество                 |
| 26 декабря              | День доброй воли          |

Законодательный акт (No 36, 1994) гласит, что если национальный праздник попадает на воскресенье, то следующий за ним понедельник считается днём празднования и выходным.

## Единичные праздники
С 1994 дни выборов считаются национальными праздниками и выходными. 31 декабря 1999 и 2 января 2000 года стали национальными праздниками в честь наступления нового тысячелетия, день 3 января автоматически стал праздником, поскольку праздник выпал на воскресение.

## Исторические праздники
Современный календарь праздников ЮАР был введен в 1994 году. В период с 1910 по установление республики в 1994 году отмечались следующие праздники:
| Дата                     | Название |
| ------------------------ | --- |
| 1 января                 | Новый Год (1910-настоящее время)                                                                                    |
| Пятница перед Пасхой     | Великая пятница (1910-настоящее время)                                                                              |
| Понедельник после Пасхи  | Пасхальный понедельник (1910—1979), День Семьи (1980-настоящее время)                                               |
| 6 апреля                 | День Ван Рибика (1952—1974), День Основателя (1980—1994)                                                            |
| Первая пятница мая       | День Труда (1987—1989)                                                                                              |
| 1 мая                    | День Труда (1990-настоящее время)                                                                                   |
| 40й день после Пасхи     | Вознесение (1910—1993)                                                                                              |
| 24 мая                   | День Империи (1910—1951)                                                                                            |
| 31 мая                   | День Союза (1910—1960), День Республики (1961—1993)                                                                 |
| 2й понедельник июля      | День рождения королевы (1952—1960)                                                                                  |
| 10 июля                  | День Семьи (1961—1974)                                                                                              |
| 1й понедельник августа   | День рождения короля (1910—1951)                                                                                    |
| 1ый понедельник сентября | День Первопоселенцев (1952—1979)                                                                                    |
| 10 октября               | День Крюгера (1952—1993)                                                                                            |
| 16 декабря               | День Дингаана (1910—1951), День Завета (1952—1979), День Клятвы (1979—1993), День Примирения (1994-настоящее время) |
| 25 декабря               | Рождество (1910-настоящее время)                                                                                    |
| 26 декабря               | День Подарков (1910—1979), День Доброй Воли (1980-настоящее время)                                                  |